# Aumentos do preço do petróleo desde 2004
O preço do petróleo crude no NYMEX estava abaixo dos 25 dólares por barril em setembro de 2002, mas em agosto de 2005 já tinha subido para mais de 60 dólares por barril e chegou a superar os 80 dólares, antes de fechar num máximo de 79,91 a 12 de setembro de 2007. Os especialistas atribuem o crescimento dos preços a uma variedade de fatores, incluindo os lançamentos de mísseis da Coreia do Norte, a crise entre Israel e o Líbano, as ambições nucleares do Irão e relatórios do departamento de energia norte-americano mostrando um declínio nas reservas petrolíferas.
Embora nos meados de 2006 os preços do petróleo fossem consideravelmente mais altos do que  um ano antes, ainda estavam cerca de 14 dólares abaixo do pico de 1980 (ajustado à inflação), quando os preços ultrapassaram o  equivalente a 90 dólares por barril.
Nos Estados Unidos, os preços da gasolina atingiram um máximo histórico na primeira semana de 2005 como consequência do furacão Katrina. O preço médio a retalho foi de quase 3,04 dólares por galão. O preço máximo anterior havia sido de 2,38 dólares por galão, em março de 1981 (equivalente a 3,20 dólares em valores de 2006). Em comparação, o preço médio a retalho de um litro de gasolina no Reino Unido era de 86, 4 pence a 19 de Outubro de 2006. Isto equivale a 6,13 dólares por galão.

## Oferta
Há muitas razões para a diminuição da oferta de petróleo, levando ao aumento dos preços. O aumento da turbulência no médio oriente, a maior região produtora de petróleo, levou à diminuição das exportações; alguns economistas atribuem a queda substancial à ganância, ao programa nuclear iraniano e instabilidade na Arábia Saudita. Fora do Médio Oriente, outras nações produtoras de petróleo têm problemas semelhantes, como as greves e problemas políticos na Venezuela e instabilidade na África Oriental.
Com o objectivo de uma queda da oferta a nível mundial, grupos terroristas e de insurgentes atacam instalações de petróleo e gás para maximizar os estragos e os ganhos políticos. Por vezes, tais ataques são perpetrados por milícias em regiões onde a riqueza do petróleo produziu pequenos resultados tangíveis para os cidadãos locais, como no caso do Delta do Níger. O factor do terror faz ainda que aumentem ainda os preços dos seguros das empresas petrolíferas, o que faz por consequência aumentar os preços do petróleo.
No fim de agosto de 2005, o furacão Katrina levou a um colapso da produção na região do Golfo do México, a maior fonte de petróleo para o mercado norte-americano. Cortes temporários provocados por quebras de energia levaram a que se desactivassem dois grandes oleodutos e pelo menos 10% da capacidade de refinação do país não estava a operar nos tempos seguintes à tempestade. Os preços da gasolina na região, normalmente 70 cêntimos abaixo da média nacional, estavam a 3,12 dólares a 30 de Agosto.
A oferta a nível mundial (specification) era de cerca de 83 milhões de barris por dia durante 2004, pelos cálculos dos departamento de energia da EIA (). A taxa de aumento é mais rápida do que em qualquer outra data no passado. Apesar deste aumento da oferta, os preços continuaram a subir, levando a um aumento da discussão da teoria do pico do petróleo e à possibilidade de no futuro se assistir a uma diminuição da oferta de petróleo.
Mesmo se a oferta não se reduzir, alguns especialistas pensam que as fontes de petróleo ligeiro facilmente acessível estão quase esgotadas e que no futuro o mundo dependerá de fontes de petróleo pesado mais caras. Outros especialistas, contudo, pensam de modo diferente.
O preço de longo prazo do petróleo e parcialmente controlado pela OPEP e pelo oligopólio das maiores companhias petrolíferas. Outra importante causa é a queda do dólar relativamente ao euro. Uma vez que o petróleo é transaccionado em dólares, o preço tem de aumentar para que a OPEP possa manter o preço do petróleo na Europa.